# Castell de Peratallada
El castell termenat de Peratallada és situat dins el mateix nucli urbà de la població, al cim d'un indret lleument elevat en una zona poc accidentada, a ponent dels plans de l'Empordà prop de mar. (Actualment, el municipi de Peratallada, junt amb Fonteta i Vulpellac, formen el municipi de Forallac).

## Història
El castell de Peratallada ja surt esmentat l'any 1065 («castro de Petra Taliata»), si bé el seu origen pot ser anterior. El 1039, un Guillem de Peratallada assistí a un judici i fou probablement un dels primers senyors del lloc. Bernat de Peratallada s'esmenta en la donació d'un mas del comtat de Girona l'any 1054. L'any 1062 devien ser senyors del castell els germans Bernat Bernat de Peratallada i Dalmau Bernat esmentats en un pacte del castell de Begur. Surt documentat un «Dalmacii Bernardi de Petra Taliata» en un conveni entre Ramon Berenguer I i Almodis per una banda i els vescomtes Ramon Bernat Trencavel i Ermengarda de l'altre, l'any 1068. Tota aquesta documentació demostra que els Peratallada eren importants, no tan sols a l'Empordà sinó a Catalunya.
Al segle xii, la importància dels Peratallada continua essent evident. L'any 1153, Dalmau de Peratallada al costat d'altres personatges, fa de garant en un pacte establert entre el comte de Barcelona i la ciutat de Gènova amb relació a Tortosa. Amb la mort de Ponç de Peratallada, l'any 1250, sense descendents, el patrimoni passà a la seva germana Guilleuma, que es casà amb Gilabert
de Cruïlles l'any 1266 unint d'aquesta manera les dues cases. Malgrat disposar d'un gran patrimoni en terres empordaneses, el segle xiii no va ser un segle gaire bo per a moltes famílies catalanes, i aquesta no en fou una excepció i va passar alguna situació econòmica complicada. El segle xiv, en canvi, és un període de prosperitat pel castell. Els nous senyors de Cruïlles i Peratallada hi tenien la residència predilecta, i en el castell s'allotjaren diverses vegades els reis de la Corona d'Aragó com ara el rei Joan I en 1390.
A la «Crònica de Ramon Muntaner» s'esmenta el paper destacat que, l'any 1283, van tenir Gilabert de Cruïlles i el seu fill Bernat al costat del rei Pere en el desafiament de Bordeus. Bernat també s'enfrontà als francesos de Felip l'Ardit. Durant el segle xiv la monarquia tindria drets importants a la senyoria de Peratallada. S'esmenten com a senyors Bernat i Gilabert V de Cruïlles que morí l'any de la Pesta Negra (1348). El sarcòfag on fou enterrat Gilabert s'ha conservat a l'església de Sant Esteve de Peratallada. Un fogatjament de 1365-70 compta 136 focs al terme del castell. A finals del segle xiv es documenten querelles entre Elvira de Puigpardines, vídua de Gilabert i tutora de Jofre de Cruïlles, i Berenguer de Cruïlles. També sabem de fortes tensions entre aquesta dama i els pagesos de remença durant la primera meitat del segle xv. Els pagesos estigueren a punt de cremar el castell.

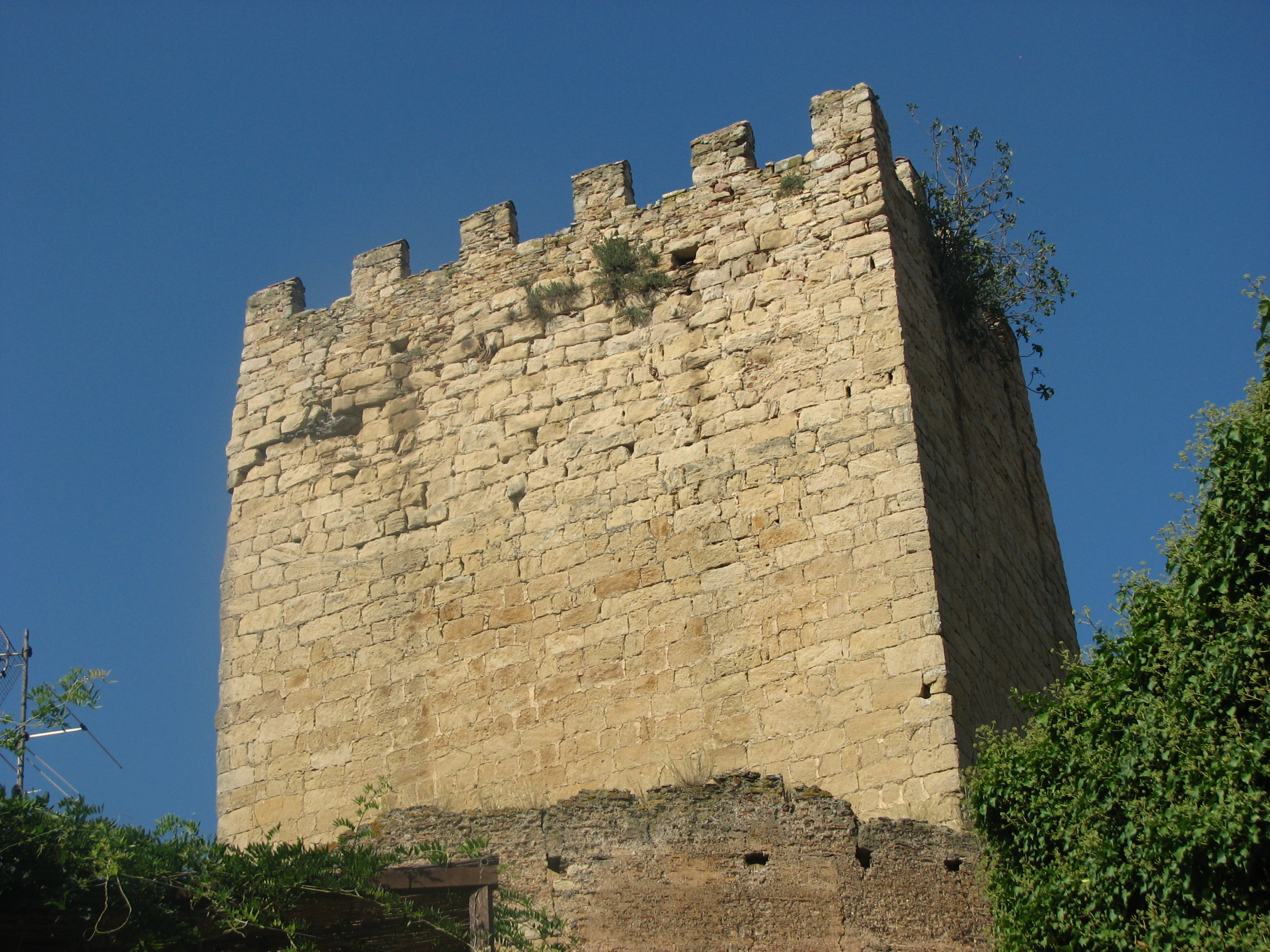
Torre del castell (agost 2011)

Durant la Guerra civil catalana (1462-1472), Bernat Gilabert de Cruïlles lluità contra el rei i altres membres de la família es posaren al costat de Joan II. Acabada la guerra l'any 1483, és senyor de Peratallada Pere Galceran de Cruïlles.
El 1916 fou subhastat pels darrers hereus dels Cruïlles. L'any 1964 el van adquirir els comtes de Torroella de Montgrí.

## Descripció
És un conjunt important format pel castell pròpiament dit a la part alta, amb torre rectangular, i el palau residencial format per un gran casal i diferents cossos amb patis, murs i sales gòtiques. Hi ha obra del segle xii al XVII.
Del castell encara es conserven diversos elements molt significatius. Destaca el nucli central, format per la torre mestra, envoltada per un primer recinte de muralles. Està situat en un lloc elevat, construït sobre la roca. Per incrementar el desnivell respecte al nivell del terra es va tallar la roca, verticalment, com si es tractés d'una paret.
El palau de Peratallada està situat, juntament amb el castell, al centre del nucli fortificat. El formen diversos cossos. El més proper al castell és de planta rectangular, de dos pisos, i s'eleva damunt dels fonaments d'una torre circular. La sala del pis superior conserva l'arc diafragma policromat. El conjunt es completa amb dos cossos amb planta en forma de T que, juntament amb l'anterior, tanquen un pati rectangular. El més gran d'aquests cossos és una construcció romànica; la façana que dona a la plaça del castell apareix molt modificada, i consta de planta baixa i un pis. La porta d'accés és rectangular i hi figura la data del 1745 incisa. Les obertures d'aquesta façana són: a la planta baixa, una finestra romànica petita i una altra molt gran i amb dos arcs trilobulats, i al primer pis dues finestres triforades i dues geminades. A ambdós costats d'aquest cos central hi ha hagut ampliacions, diferenciades en obertures i materials.